# چشمه لادر
چشمه لادر منطقه ای کوهستانی در پنج کیلومتری شهرستان خمینی شهر می باشد که دارای زیبایی بسیار منحصر به فردی است.این منطقه در جاده کمربندی خمینی شهر به نجف آباد ، بعد از دانشگاه آزاد اسلامی واحد خمینی شهر واقع شده است.از جمله جاذبه های گردشگری که در این منطقه وجود دارد می توان به آبشار ، چشمه ، چشم انداز های دشت های اطراف و مسیر های عبور آب اشاره کرد.همچنین این منطقه دارای امکاناتی نظیر سرویس بهداشتی ، فضای بازی کودکان ، جاده و مسیر رفت‌وآمد مناسب و دو پارکینگ بزرگ با ظرفیت چند هزار خودرو است.

## نامگذاری
اهالی این منطقه به دو شکل کلمه لادر را معنی کرده اند.
بعضی می گویند لادر یهنی دره ای که دور میزند ، برخی دیگر هم بر این باورند که از آنجا که آب چشمه بسیار زلال بوده و از میان دره ها عبور می کرده و همچنین مانند در شفاف بوده است ، لادر به معنای شفاف است.

## زیپ لاین و پل معلق

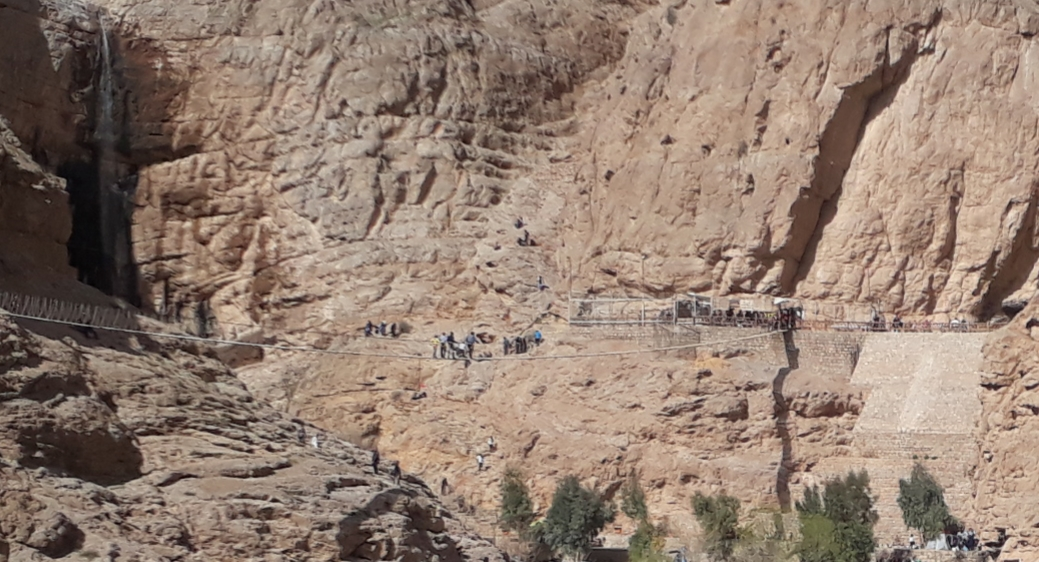
پل معلق و زیپ لاین

زیپ لاین و پل معلق چشمه لادر به طول ۱۰۰۰ متر افتتاح شد.
۵ میلیارد ریال اعتبار برای این مجموعه از منابع خمینی شهر هزینه شده است.
در سال 96 یکی از کسانی که داشت از زیپ لاین استفاده می کرد در انتهای آن در قسمت چپ_بالای چشمه لادر در اثر سهل انگاری طناب زیپ لاین ول شده و شخص به پایین پرتاب شد.

## جاذبه‌های گردشگری
علاوه بر مناظر طبیعی، چشمه لادر دارای جاذبه‌های گردشگری دیگری نیز می‌باشد. مسیرهای پیاده‌روی و کوهنوردی، فرصت مناسبی برای علاقه‌مندان به طبیعت‌گردی فراهم می‌کند. وجود امکانات رفاهی و تفریحی، این منطقه را به مکانی مناسب برای گردش‌های خانوادگی تبدیل کرده است.

## وضعیت محیط زیست
با توجه به افزایش تعداد گردشگران، حفظ محیط زیست چشمه لادر از اهمیت ویژه‌ای برخوردار است. اقدامات حفاظتی، شامل مدیریت پسماند، جلوگیری از تخریب پوشش گیاهی و کنترل تردد خودروها، ضروری است. همکاری مردم محلی و گردشگران، نقش مهمی در حفظ این منطقه طبیعی ایفا می‌کند.